# Nakkurin (Sandoy)
Nakkurin è un rilievo alto 251 metri sul mare situato sull'isola di Sandoy, la maggiore dell'arcipelago delle Isole Fær Øer, in Danimarca.